# Sören Lausberg
Sören Yves Lausberg (Eisenhüttenstadt, 6 de agosto de 1969) é um ex-ciclista alemão, especialista em provas de pista.

## Carreira
Ganhou nove medalhas no Campeonato Mundial, e foi proclamado campeão nacional várias vezes.
Representando a Alemanha, Lausberg participou nos Jogos Olímpicos de Verão de 1996 e 2000, competindo em 1 km contrarrelógio, e terminou na quarta posição, respectivamente. Em 2000, na prova de tandem, ele ficou com a sétima colocação.